# Zhiying Zeng
Zhiying Zeng (chiń. 曾志英; ur. 17 lipca 1966 w Kantonie) – chińsko-chilijska tenisistka stołowa i przedsiębiorczyni, olimpijka z Paryża 2024, mistrzyni Ameryki Południowej.

## Biografia
Urodziła się i spędziła młodość w Chińskiej Republice Ludowej. Tenis stołowy trenowała od dziecka. Początkowo jej trenerką była jej matka, pracująca jako zawodowa trenerka tenisa stołowego. W wieku 11 lat wstąpiła do elitarnej akademii sportowej. Wykazała się dużym talentem, zdobywając m.in. mistrzostwo Chin juniorek. W wieku 16 lat otrzymała powołanie do chińskiej reprezentacji narodowej.
W 1986, gdy wprowadzono różnokolorowe (różnopowierzchniowe) strony rakiet do tenisa stołowego, nie była w stanie przystosować się do zmian. Jej gra stała się przewidywalna dla przeciwniczek i wypadła z drużyny narodowej. W wieku 20 lat zakończyła karierę sportową.
W 1989 wyjechała do Chile, gdzie otrzymała posadę trenerki tenisa stołowego. Następnie założyła działalność gospodarczą, zajmującą się importem towarów z Chin, a później firmę meblową. W Chile wyszła za mąż i osiadła na stałe w Iquique.
Ponownie grała w tenisa stołowego w latach 2003-2005, w celu zainteresowania sportem swojego syna i odciągnięcia go od zbyt częstego grania w gry komputerowe i oglądania telewizji. Wygrała wówczas dwa turnieje krajowe, jednak gdy jej syn osiągnął wiek, pozwalający mu samodzielnie chodzić na treningi, Zeng zarzuciła sport.
Ponownie rozpoczęła treningi z braku innych zajęć podczas pandemii COVID-19. W 2023 zakwalifikowała się do reprezentacji narodowej Chile. Po występie na Igrzyskach Panamerykańskich 2023 zyskała ogólnokrajową rozpoznawalność. W 2024 wywalczyła kwalifikację olimpijską i w wieku 58 lat została najstarszą debiutantką olimpijską w historii tej dyscypliny.

## Udział w zawodach międzynarodowych
| Impreza                         | Rok  | Miejsce  | Wynik              | Wynik  | Wynik     |
| Impreza                         | Rok  | Miejsce  | singel             | debel  | drużynowo |
| ------------------------------- | ---- | -------- | ------------------ | ------ | --------- |
| Igrzyska olimpijskie            | 2024 | Paryż    | runda eliminacyjna | –      | –         |
| Igrzyska Panamerykańskie        | 2023 | Santiago | 1/16 finału        | –      | brąz      |
| Mistrzostwa Ameryki Południowej | 2023 | Lima     | srebro             | srebro | złoto     |